# Saint-Saturnin-lès-Apt
Saint-Saturnin-lès-Apt ist eine französische Gemeinde mit 2.986 Einwohnern (Stand 1. Januar 2022) im Département Vaucluse in der Region Provence-Alpes-Côte d’Azur. Sie gehört zum Kanton Apt im Arrondissement Apt. Die Bewohner nennen sich die Saturninois oder Saturninoises.

## Nachbargemeinden
- Sault im Norden,
- Lagarde-d’Apt und Saint-Christol im Nordosten,
- Villars im Osten,
- Apt und Gargas im Süden,
- Roussillon im Südwesten,
- Murs und Joucas im Westen,
- Lioux im Nordwesten.

## Bevölkerungsentwicklung
| 1962 | 1968 | 1975 | 1982 | 1990 | 1999 | 2010 | 2018 |
| ---- | ---- | ---- | ---- | ---- | ---- | ---- | ---- |
| 1090 | 1212 | 1430 | 1741 | 2144 | 2341 | 2658 | 2844 |

## Sehenswürdigkeiten
- Schloss Bourgane

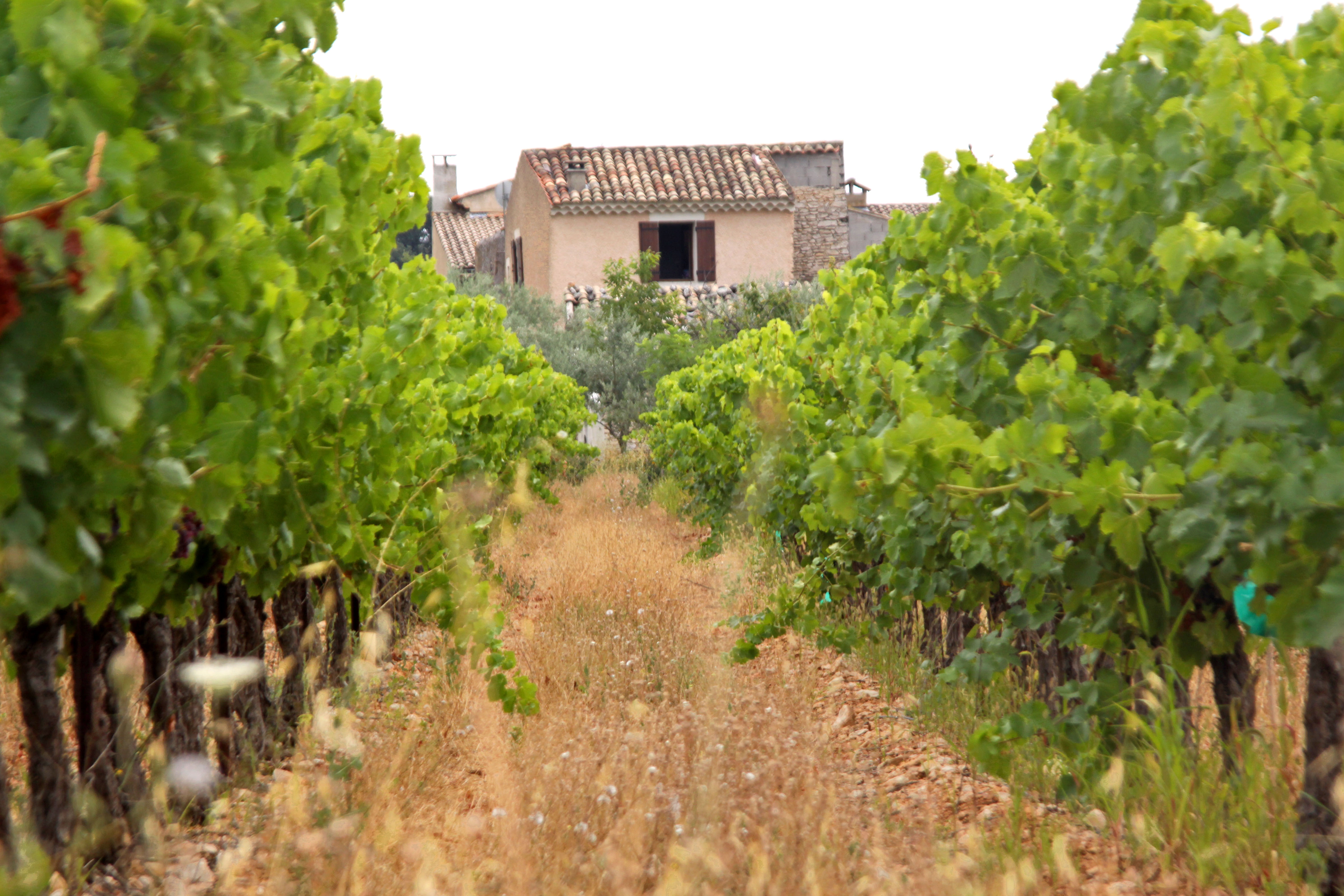
Weinanbau
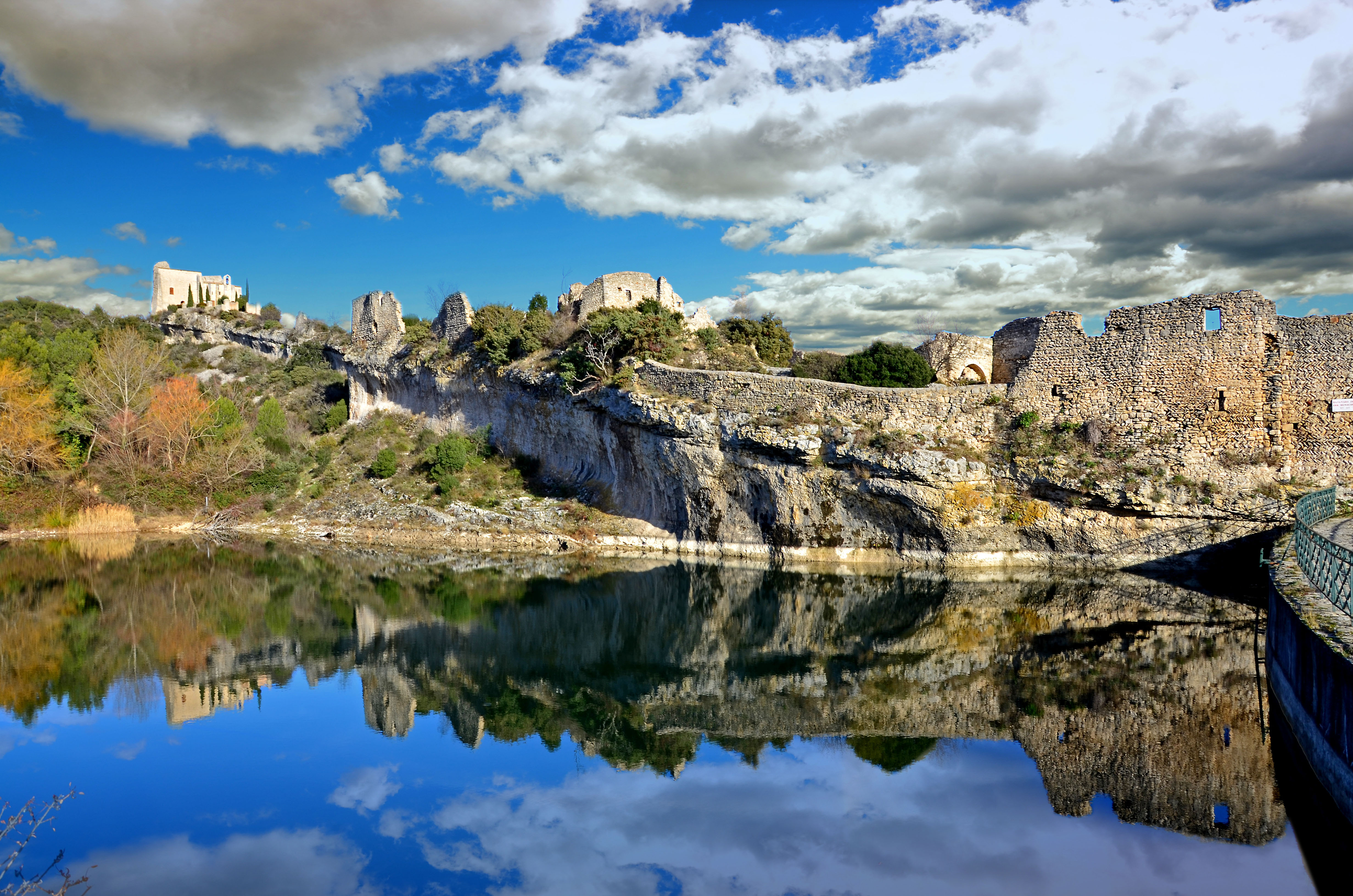
Burgruine
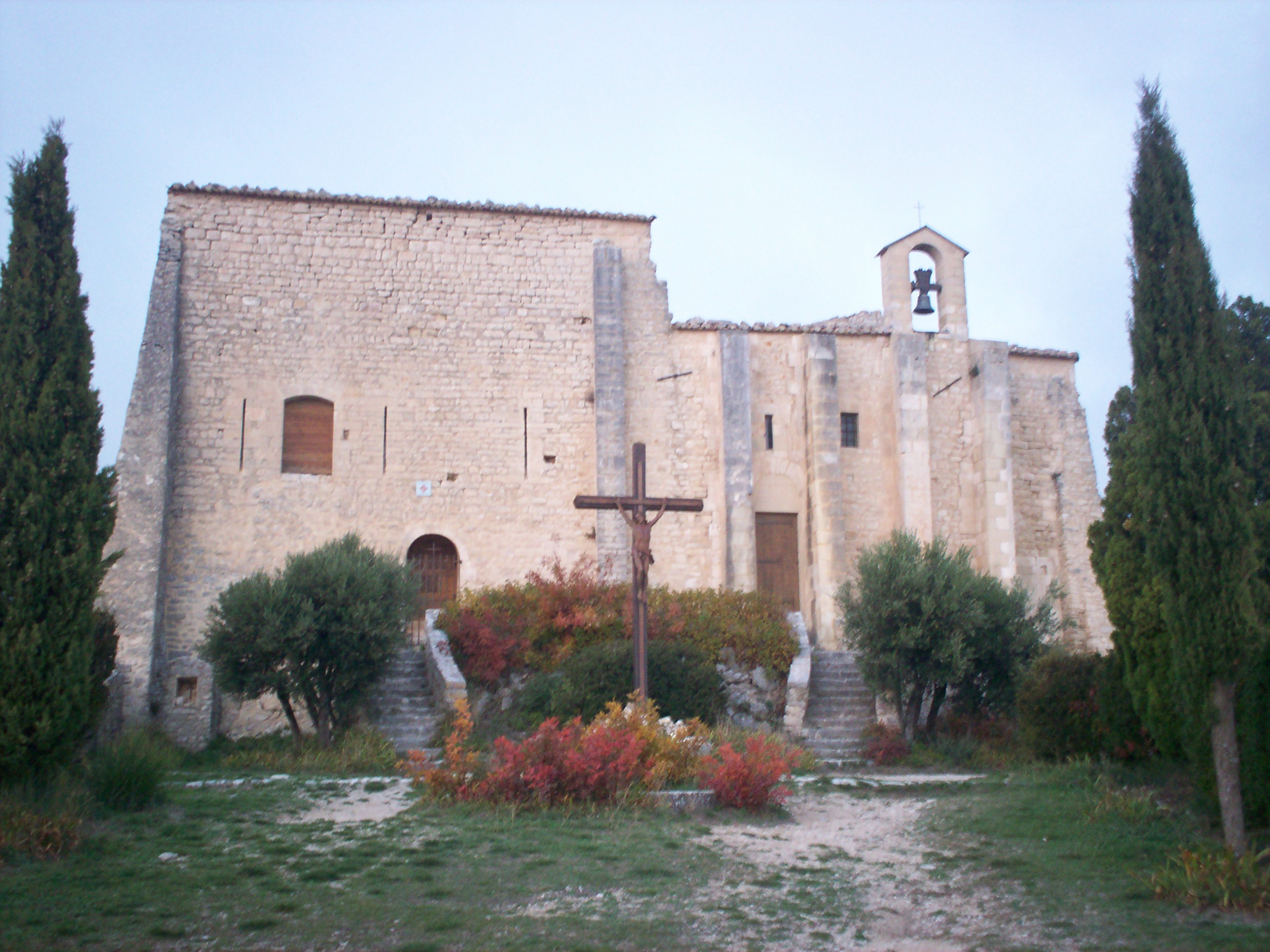
Diese zerstörte Kirche prägt das Ortsbild von Saint-Saturnin-lès-Apt
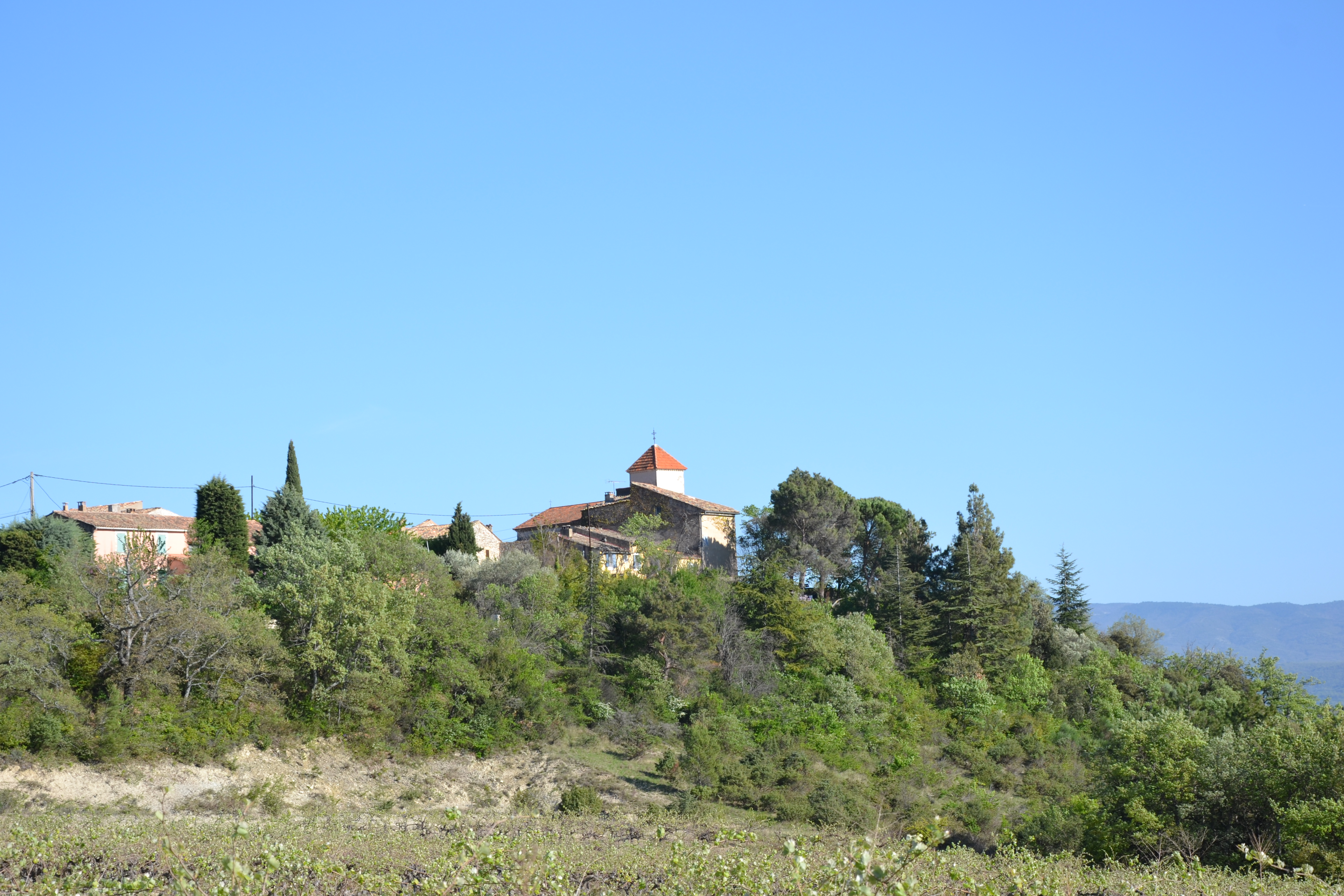
Croagnes